# Srečko Katanec
Srečko Katanec (* 16. července 1963 Lublaň) je bývalý slovinský fotbalista, který hrál na pozici defenzivního záložníka nebo středního obránce.
Jeho rodina pochází z oblasti Mezimuří. Je odchovancem klubu NK Lublaň a od roku 1981 hrál nejvyšší soutěž za Olimpiji. V roce 1983 debutoval v reprezentaci. Startoval na mistrovství Evropy ve fotbale 1984 a na olympiádě 1984, kde Jugoslávci získali bronzové medaile. V roce 1985 přestoupil do GNK Dinamo Zagreb a od roku 1986 byl hráčem bělehradského FK Partizan, s nímž se stal v roce 1987 mistrem Jugoslávie. Zúčastnil se LOH 1988. Následovalo angažmá v západoněmeckém VfB Stuttgart, s nímž Katanec postoupil do finále Poháru UEFA 1988/89. V letech 1989 působil v janovské Sampdorii, kde vyhrál Serii A 1990/91, Coppa Italia 1993/94 a Pohár vítězů pohárů 1989/90 a byl finalistou PMEZ 1991/92. S jugoslávskou reprezentací postoupil do čtvrtfinále mistrovství světa ve fotbale 1990. V roce 1992 byl zařazen do nejlepší světové jedenáctky časopisu World Soccer. Odehrál také pět zápasů za reprezentaci nezávislého Slovinska.
Po ukončení hráčské kariéry se stal trenérem. Slovinskou reprezentaci vedl v letech 1998 až 2002 a 2013 až 2017, startoval s ní na mistrovství Evropy ve fotbale 2000 a mistrovství světa ve fotbale 2002. Mezi lety 2018 a 2021 vedl irácký národní tým.
V roce 2017 mu byla udělena Bloudkova cena za rozvoj slovinského sportu.